# Daisy Ridley
Daisy Ridley (n. 10 aprilie 1992, Greater London, Anglia, Regatul Unit) este o actriță britanică. A devenit cunoscută la nivel mondial după ce a interpretat rolul Rey în filmul din 2015 Războiul stelelor - Episodul VII: Trezirea Forței.

## Biografie
Ridley s-a născut la 10 aprilie 1992, în Westminster, Londra, ca fiică a Louisei Fawkner-Corbett și a lui Chris Ridley. Unchiul ei a fost actorul și dramaturgul Arnold Ridley, care a interpretat Private Godfrey în Dad's Army. A absolvit Tring Park School for the Performing Arts în Hertfordshire în 2010.

## Filmografie

### Film
| An   | Titlu                             | Rol                  | Note |
| ---- | --------------------------------- | -------------------- | --- |
| 2015 | Scrawl                            | Hannah               | |
| 2015 | Star Wars: The Force Awakens      | Rey                  | Florida Film Critics Circle Breakout Award Nominated – Alliance of Women Film Journalists Award for Best Breakthrough Performance Nominalizare – Alliance of Women Film Journalists Award for Best Female Action Star |
| 2016 | Only Yesterday                    | Taeko Okajima (voce) | Dublaj în engleză |
| 2017 | Războiul stelelor - Episodul VIII | Rey                  | Pre-producție |

### Scurtmetraje
| An   | Titlu           | Rol      | Note |
| ---- | --------------- | -------- | ---- |
| 2013 | "Lifesaver"     | Jo       |      |
| 2013 | "Blue Season"   | Sarah    |      |
| 2013 | "100% BEEF"     |          |      |
| 2013 | "Crossed Wires" | Rolul ei |      |

### Videoclipuri
| An   | Artist | Titlu       | Rol |
| ---- | ------ | ----------- | --- |
| 2013 | Wiley  | "Lights On" | Kim |

### Jocuri video
| An   | Titlu               | Rol        | Note                                 |
| ---- | ------------------- | ---------- | ------------------------------------ |
| 2015 | Disney Infinity 3.0 | Rey (voce) | Star Wars: The Force Awakens playset |